# احمد بهاروندی
احمد بهاروندی (زادهٔ ۱ فروردین ۱۳۷۷ در خرم‌آباد) بازیکن فوتبال است که در پست هافبک برای باشگاه فوتبال خیبر خرم‌آباد بازی می‌کند.

## زندگی حرفه‌ای
وی اولین بازی خود در لیگ برتر خلیج فارس را در هفتهٔ یازدهم (۹۹–۱۳۹۸) و در بازی مقابل سپاهان انجام داد.